# アトウッド数
アトウッド数 (英: Atwood number, A)とは、流体力学における無次元量の一つで、密度成層流中の流体力学的不安定性に関する研究に用いられる。

## 定義
アトウッド数は無次元の密度の比で以下の式で定義される:
{\displaystyle \mathrm {A} ={\frac {\rho _{1}-\rho _{2}}{\rho _{1}+\rho _{2}}}}
ここで
{\displaystyle \rho _{1}} = 重い流体の密度
{\displaystyle \rho _{2}} = 軽い流体の密度

## 適用
アトウッド数はレイリー・テイラー不安定性およびリヒトマイヤー・メシュコフ不安定性の研究において重要なパラメータである。レイリー・テイラー不安定性において、重い流体の泡の軽い流体への浸透距離は加速時間の尺度の関数、{\displaystyle \mathrm {A} gt^{2}}（g は重力加速度、t は時間）で表される。